# ФК Рудна Глава
ФК Рудна Глава је фудбалски клуб из истоименог места, Рудна Глава, општина Мајданпек, Србија. Клуб је основан 1937. и тренутно се такмичи у Борској окружној лиги.